# Santa Rosa de Osos
Santa Rosa de Osos este un municipiu în Columbia, in departamentul Antioquia.